# Fako (Département)
Fako ist ein Département der Region Sud-Ouest in Kamerun.
Auf einer Fläche von 2093 km² leben nach der Volkszählung 2001 534.854 Einwohner. Die Hauptstadt ist Limbe.

## Gemeinden
1. Buea
2. Idenau
3. Limbe
4. Muyuka
5. Tiko
6. West Coast

## Präfekt
Seit dem 3. Juli 2017 ist Emmanuel Ledoux Engama Präfekt von Fako. Der Vorgänger war seit 2010 George Zang III., welcher vom Präsidenten in den Ruhestand versetzt wurde. Zangg III wurde in seiner Amtszeit vorgeworfen, er würde zu diktatorisch regieren. So wurde ein Vorfall im Jahr 2014 bekannt, dass ein Polizist mit seiner Uniform auf Teer sitzen musste und dann vor Taxifahrern kniete.

## Militär
In Tiko ist das Bataillon spécial amphibie der Brigade d’intervention rapide stationiert. Im Juli 2017 kenterte vor der Küste Fakos, in der Nähe des Dorfes Debunsha, ein Boot der Brigade d’intervention rapide.